# Ltspice
LTspice – oparte na SPICE oprogramowanie komputerowe do symulacji analogowych obwodów elektronicznych. Autorem jest producent półprzewodników Analog Devices (pierwotnie Linear Technology). Program jest wykorzystywany w takich dziedzinach, jak, m.in., technika radiowa, energoelektronika, elektronika audio, elektronika cyfrowa.